# Domingos Leite Pereira

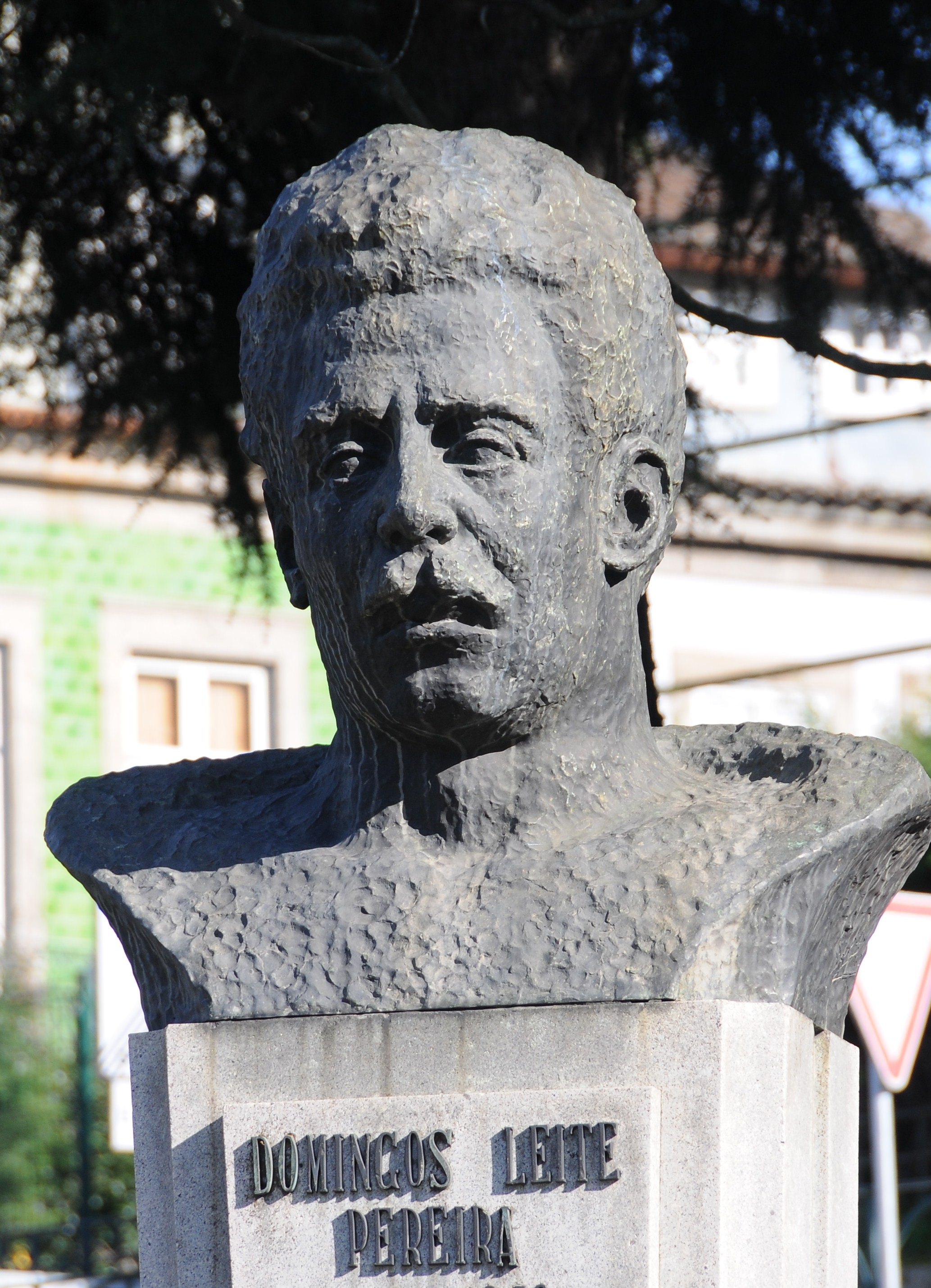
Buste van Domingos Leite Pereira.

Domingos Leite Pereira (Braga, 19 september 1882 - Porto, 27 oktober 1956) was een Portugees politicus en rooms-katholiek priester. Tussen 1919 en 1925 was hij drie maal premier van Portugal. Hij was lid van de Democratische Partij.

## Levensloop
Domingos Leite Pereira studeerde theologie en literatuur aan de Universiteit van Coimbra. Als katholiek priester probeerde hij tijdens de Eerste Portugese Republiek de verzuurde relaties tussen de kerk en de Portugese staat te verbeteren.
Nadat in 1910 de republiek werd uitgeroepen, werd hij voorzitter van het communale parlement van Braga en afgevaardigde in de Grondwetgevende Vergadering. Later werd hij de voorzitter van het Portugese parlement. In de regering van José Relvas was hij minister van Opleiding. Nadat Relvas aftrad, werd hij zelf eerste minister. Hij vervulde drie ambtstermijnen als premier:
- van 30 maart tot en met 30 juni 1919
- van 21 januari tot en met 8 maart 1920
- van 1 augustus tot en met 18 december 1925

Ook was hij vijfmaal minister van Buitenlandse Zaken van Portugal.
Na de putsch van 1926, die het einde betekende van de Portugese democratie, en tijdens de jaren van de dictatuur van António de Oliveira Salazar trok hij zich uit de politiek terug. Tot aan zijn dood was hij het hoofd van de levensverzekering Douro.